# (34290) 2000 QQ150
2000 QQ150 (asteroide 34290) é um asteroide da cintura principal. Possui uma excentricidade de 0.09792670 e uma inclinação de 9.10849º.
Este asteroide foi descoberto no dia 25 de agosto de 2000 por LINEAR em Socorro.